# Svømning under sommer-OL 2008 - 100m Rygcrawl Kvinder
Konkurrencen i rygcrawl for kvinder under Sommer-OL 2008 i Beijing, bliver afholdt 10. – 12. august. 

## Indledende Heats

### 1. Heat
| Bane | Navn                       | Nationalitet | Tid     | Noter |
| ---- | -------------------------- | ------------ | ------- | ----- |
| 4    | Kiera Aitken               | Bermuda      | 1:02.62 |       |
| 5    | Maria Virginia Baez        | Paraguay     | 1:05.39 |       |
| 3    | Christie Marie Bodden Baca | Panama       | 1:07.18 |       |

### 2. Heat
| Bane | Navn                     | Nationalitet | Tid     | Noter |
| ---- | ------------------------ | ------------ | ------- | ----- |
| 4    | Zuzanna Mazurek          | Polen        | 1:02.77 |       |
| 5    | Gisela Morales           | Guatemala    | 1:02.92 |       |
| 3    | Marica Strazmester       | Serbien      | 1:03.56 |       |
| 7    | Erin Nicole Volcan Smith | Venezuela    | 1:03.90 |       |
| 6    | Yuyon Kim                | Korea        | 1:04.63 |       |
| 2    | Yekaterina Rudenko       | Kasakhstan   | 1:04.85 |       |

### 3. Heat
| Bane | Navn                | Nationalitet | Tid     | Noter |
| ---- | ------------------- | ------------ | ------- | ----- |
| 3    | Carolina Colorado   | Colombia     | 1:01.19 |       |
| 2    | Anna Gostomelsky    | Israel       | 1:01.87 |       |
| 1    | Sarah Sjöström      | Sverige      | 1:02.38 |       |
| 7    | Alana Dillette      | Bahamas      | 1:02.56 |       |
| 4    | Hui Wai Sherry Tsai | Hongkong     | 1:02.68 |       |
| 5    | Fernanda Gonzalez   | Mexico       | 1:02.76 |       |
| 6    | Petra Klosova       | Tjekkiet     | 1:03.36 |       |
| 8    | Sarah Bateman       | Island       | 1:03.82 |       |

### 4. Heat
| Bane | Navn                    | Nationalitet | Tid        | Noter |
| ---- | ----------------------- | ------------ | ---------- | ----- |
| 3    | Julia Wilkinson         | Canada       | 1:00.38 SE |       |
| 4    | Melissa Ingram          | New Zealand  | 1:01.24    |       |
| 6    | Romina Armellini        | Italien      | 1:02.21    |       |
| 8    | Anja Carman             | Slovenien    | 1:02.21    |       |
| 5    | Mercedes Peris          | Spanien      | 1:02.30    |       |
| 2    | Hanna-Maria Seppala     | Finland      | 1:02.39    |       |
| 1    | Aisling Margaret Cooney | Irland       | 1:02.50    |       |

### 5. Heat
| Bane | Navn                           | Nationalitet   | Tid        | Noter |
| ---- | ------------------------------ | -------------- | ---------- | ----- |
| 4    | Anastasia Zueva                | Rusland        | 59.61 SE   |       |
| 5    | Emily Seebohm                  | Australien     | 1:00.27 SE |       |
| 8    | Antje Buschschulte             | Tyskland       | 1:00.48 SE |       |
| 2    | Elizabeth Simmonds             | Storbritannien | 1:00.53 SE |       |
| 6    | Nina Alexandrova Zhivanevskaya | Spanien        | 1:00.65 SE |       |
| 3    | Sophie Edington                | Australien     | 1:00.65 SE |       |
| 1    | Tianglongzi Xu                 | Kina           | 1:00.82    |       |
| 7    | Kateryna Zubkova               | Ukraine        | 1:01.25    |       |

### 6. Heat
| Bane | Navn               | Nationalitet | Tid        | Noter |
| ---- | ------------------ | ------------ | ---------- | ----- |
| 6    | Reiko Nakamura     | Japan        | 59.36 SE   |       |
| 5    | Laure Manaudou     | Frankrig     | 1:00.09SE  |       |
| 4    | Margaret Hoelzer   | USA          | 1:00.13 SE |       |
| 3    | Hanae Ito          | Japan        | 1:00.16 SE |       |
| 1    | Kseniya Moskvina   | Rusland      | 1:00.70 SE |       |
| 2    | Sanja Jovanovic    | Kroatien     | 1:01.30    |       |
| 7    | Iryna Amshennikova | Ukraine      | 1:02.85    |       |
| 8    | Christin Zenner    | Tyskland     | 1:03.87    |       |

### 7. Heat
| Bane | Navn             | Nationalitet   | Tid        | Noter |
| ---- | ---------------- | -------------- | ---------- | ----- |
| 5    | Kirsty Coventry  | Zimbabwe       | 59.00 SE   | OR    |
| 4    | Natalie Coughlin | USA            | 59.69 SE   |       |
| 6    | Gemma Spofforth  | Storbritannien | 1:00.11 SE |       |
| 1    | Elisabeth Coster | New Zealand    | 1:00.66 SE |       |
| 7    | Fabiola Molina   | Brasilien      | 1:01.00    |       |
| 2    | Alexianne Castel | Frankrig       | 1:01.44    |       |
| 8    | Nikolett Szepesi | Ungarn         | 1:01.77    |       |

## Semifinaler

### 1. Semifinale
| Bane | Navn               | Nationalitet   | Tid        | Noter |
| ---- | ------------------ | -------------- | ---------- | ----- |
| 5    | Natalie Coughlin   | USA            | 59.43 KF   |       |
| 4    | Reiko Nakamura     | Japan          | 59.64 KF   |       |
| 3    | Gemma Spofforth    | Storbritannien | 59.79 KF   |       |
| 6    | Hanae Ito          | Japan          | 1:00.13 KF |       |
| 7    | Elizabeth Simmonds | Storbritannien | 1:00.39    |       |
| 2    | Julia Wilkinson    | Canasa         | 1:00.60    |       |
| 1    | Sophie Edington    | Australien     | 1:01.05    |       |
| 8    | Kseniya Moskvina   | Rusland        | 1:01.06    |       |

### 2. Semifinale
| Bane | Navn               | Nationalitet | Tid        | Noter |
| ---- | ------------------ | ------------ | ---------- | ----- |
| 4    | Kirsty Coventry    | Zimbabwe     | 58.77 KF   | VR    |
| 5    | Anastasia Zueva    | Rusland      | 59.77 KF   |       |
| 6    | Margaret Hoelzer   | USA          | 59.84 KF   |       |
| 3    | Laure Manaudou     | Frankrig     | 1:00.19 KF |       |
| 2    | Emily Seebohm      | Australien   | 1:00.31    |       |
| 1    | Nina Zhivanevskaya | Spanien      | 1:00.50    |       |
| 7    | Antje Buschschulte | Tyskland     | 1:01.15    |       |
| 8    | Elizabeth Coster   | New Zealand  | 1:01.45    |       |

## Finale
| Bane | Navn             | Nationalitet   | Tid     | Noter |
| ---- | ---------------- | -------------- | ------- | ----- |
| 5    | Natalie Coughlin | USA            | 58.96   |       |
| 4    | Kirsty Coventry  | Sydafrika      | 59.19   |       |
| 7    | Margaret Hoelzer | USA            | 59.34   |       |
| 2    | Gemma Spofforth  | Storbritannien | 59.38   |       |
| 6    | Anastasia Zueva  | Rusland        | 59.40   |       |
| 3    | Reiko Nakamura   | Japan          | 59.72   |       |
| 8    | Laure Manaudou   | Frankrig       | 1:00.10 |       |
| 1    | Hanae Ito        | Japan          | 1:00.18 |       |